# 细叶乌头
细叶乌头（学名：Aconitum macrorhynchum）为毛茛科乌头属下的一个种。

## 扩展阅读
- 維基物種上的相關：细叶乌头